# Saurauia confertiflora
Saurauia confertiflora är en tvåhjärtbladig växtart som beskrevs av Elmer Drew Merrill och Quisum. Saurauia confertiflora ingår i släktet Saurauia och familjen Actinidiaceae. Inga underarter finns listade i Catalogue of Life.